# Joubert-Nivelt

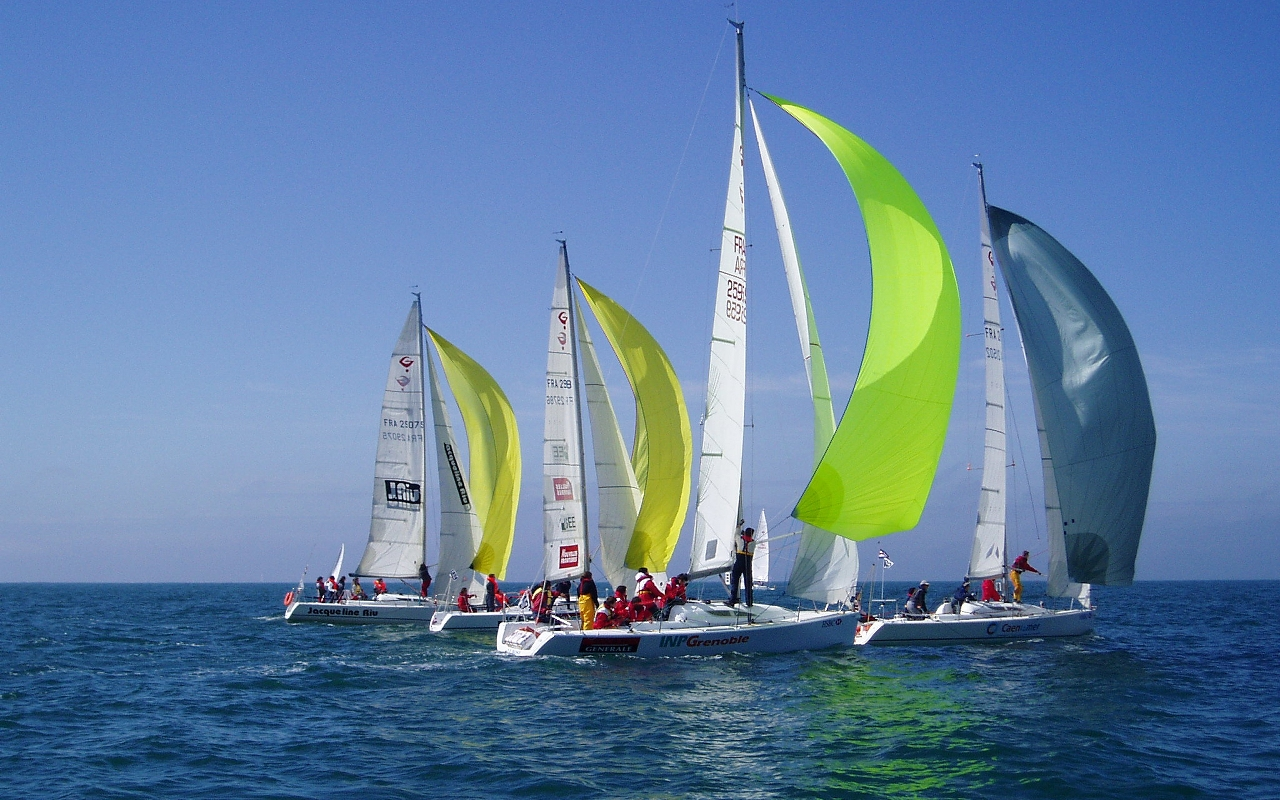
Grand Suprises sous spi lors de la course de l'EDHEC, en 2005.

Le cabinet Joubert-Nivelt est un cabinet d'architecture navale français, fondé par Michel Joubert (1944-2016) et Bernard Nivelt à La Rochelle en 1974. Il est considéré comme l'un des meilleurs cabinets d'architecture navale française,.
Dans les années 1980, ils sont parmi les premiers à dessiner les 60 pieds Open et des catamarans de course au large, précurseurs des trimarans ORMA ou MOD70.
Michel Joubert (né le 14 mai 1944 à Meudon ; mort le 9 mars 2016 à Bordeaux) décède des suites d'une longue maladie dans un hôpital bordelais. Fils de l'illustrateur Pierre Joubert, l’architecte naval rochelais, « l’un des plus grands de sa génération, aura laissé une empreinte formidable sur le monde du nautisme et de la plaisance et des bateaux en général. »

## Voiliers conçus
- 1982 : Charente-Maritime, un catamaran conçu pour Pierre Follenfant, vainqueur de La Rochelle-La Nouvelle-Orléans 1982 et de La Baule-Dakar 1983.
- 1985 : Biscuits LU, un 60 pieds Open conçu pour Guy Bernardin, 4e du BOC Challenge 1986.
- 1985 : Côte d'Or, un monocoque en kevlar de 25,03 mètres, conçu pour Éric Tabarly en vue de la Whitbread 1985-1986[6].
- 1986 : UAP, un 60 pieds Open conçu pour Jean-Yves Terlain, 3e du BOC Challenge 1986.
- 1987 : Stars & Stripes, membres de l'équipe de conception du syndicat américain de Dennis Conner, vainqueur de la coupe de l'America 1988.
- 1989 : Charente-Maritime II, un 60 pieds Open conçu pour Pierre Follenfant.
- 1992 : Ville de Cherbourg, un 60 pieds Open conçu pour Halvard Mabire.
- 1998 : Petit Navire, un 60 pieds Open présentant la caractéristique jugée révolutionnaire d'avoir un mât basculant[7].
- 1998 : Solidaires, un 60 pieds Open conçu pour Thierry Dubois, 2e d'Around Alone 2002
- 2009 : M34, monotype utilisé par le Tour de France à la voile.
- Les voiliers du chantier Archambault, notamment du Surprise et du Grand Surprise.